# Microregione di São João da Boa Vista
São João da Boa Vista è una microregione dello Stato di San Paolo in Brasile, appartenente alla mesoregione di Campinas.

## Comuni
Comprende 14 comuni:
- Águas da Prata
- Caconde
- Casa Branca
- Divinolândia
- Espírito Santo do Pinhal
- Itobi
- Mococa
- Santo Antônio do Jardim
- São João da Boa Vista
- São José do Rio Pardo
- São Sebastião da Grama
- Tambaú
- Tapiratiba
- Vargem Grande do Sul